# Замок Штауфенек
Замок Штауфенек (нім. Schloss Staufeneck) — замок, розташований у комуні Підінг, що у районі Берхтесгаден (Верхня Баварія).

## Історичний огляд

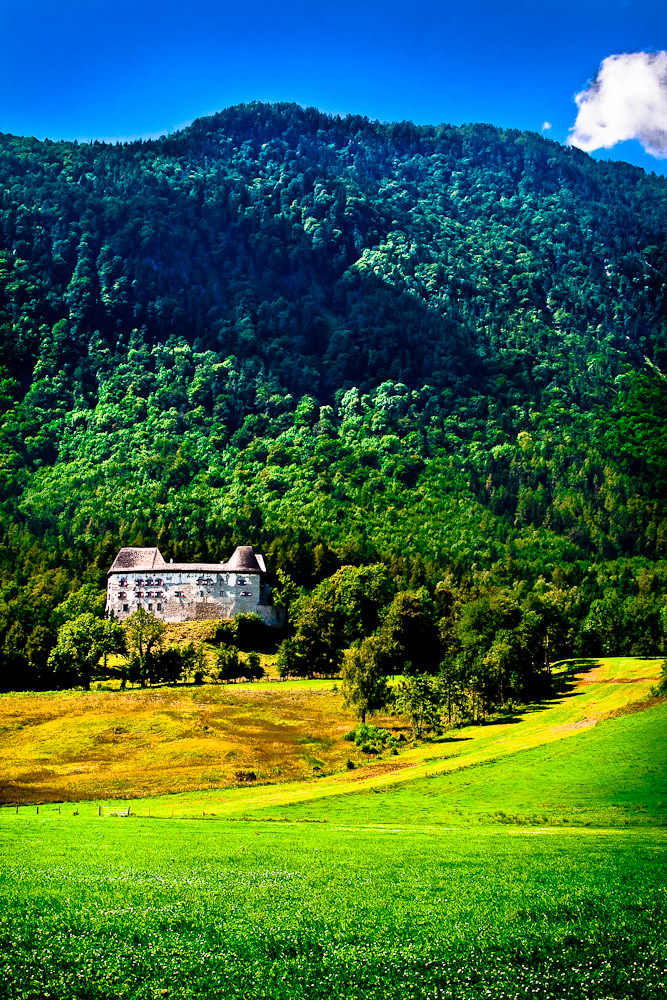
Замок Штауфенек

Замок був зведений у ХІІ столітті графами Штауфенек. У 1307 році він перейшов у власність архієпископства Зальцбург. У 1365–1805 році замок став осідком пфлеґскомісара (свого роду бургграфа) Рупертівінкеля, тодішньої області архієпископства.
У 1503 році архієпископ Леонард фон Койчах значно перебудував замок, надавши йому сучасного вигляду. З 1894 року замок був у приватній власності.
У ХХ столітті тут був розміщений музей. Після повної реконструкції будівлі знову заселили.
Щосерпня з 2005 року навколо замку проводять середньовічний ринок, своєрідний костюмований фестиваль.